# محی‌الدین حق‌شناس
محی‌الدین حق‌شناس شاعر و ادیب کٌرد (زاده ۲۲ دی ماه سال ۱۳۰۳ در سنندج - درگذشته ۱۳۹۲/۷/۲۳ در سنندج) و خالق اثر «شاره‌که‌م سنه» (سنندج شهر من) بود.
مُحی‌الدین حق‌شناس، در محلّهٔ «قطارچیان» (یکی از محلات قدیمی شهر سنندج) دیده به جهان گشود. در کودکی؛ گلستان و بوستان آموخت و بدین ترتیب ذوق ادبی‌اش شکوفا شد؛ چنان‌که با وجود عدم آشنایی عمیق با اصول و قواعد شعری، شعر می‌گفت.
بعد از اخذ مدرک دیپلم، از سال ۱۳۲۲ به تشویق یکی از اُستادان خود، به‌طور جدی به سرودن شعر پرداخت. بعدها در وزارت فرهنگ استخدام و به عنوان آموزگار راهی کرمانشاه شد. در سال ۱۳۲۷ به سنندج بازگشت و در آبان ماه همان سال ازدواج کرد؛ ازدواجی که دو دختر و دو پسر ثمر آن بود.
وی همکاری خود با رادیوی محلی سنندج را با حضور در برنامه رادیویی «شعر و سخن شیرین» آغاز کرد. اشعارش بزودی ورد زبان مردم کوچه و بازار شد؛ آثاری که برخی از آن‌ها تاکنون به چاپ نرسیده‌اند.
حق‌شناس علاوه بر کُردی، به زبان فارسی نیز شعر می‌سرود. پاره ای از این اشعار که بیشتر حاوی نقدهای سیاسی اجتماعی بود درروزنامه‌ها و مجلات ادبی آن زمان، ازجمله: روزنامه «پارس شیراز» به چاپ رسیده‌اند. به دلیل اشعار، ایامی را به عنوان تبعیدی، در همدان بسر برد. در تبعید؛ به انجمن ادبی باباطاهر پیوست و تلاش‌های اجتماعی خود را، در قالب ادبی ادامه داد. بعدها به سنندج بازگشت و با بازنگری منظومه خود (شاره‌که‌م سنه)، در سال ۱۳۷۳ آن را منتشر کرد.
منظومهٔ شاره‌که م سنه که جدی‌ترین اثر ادبی حق‌شناس به‌شمار می‌آید، به گفته خود او هیچ مأخذی ندارد و علاقه وافر حق‌شناس به زادگاهش، وی را برآن داشت که دیده‌ها و شنیده‌های خود و هرآنچه را در یاد داشت، به زیور شعر بیاراید. منظومه ای که جامع فرهنگ و آداب و رسوم و سُنن و بخش‌های بی‌بدیلی از فرهنگ و ادب عامه یک سده اخیر شهر سنندج را دربرگرفته است.
منظومه «شاره‌که‌م سنه» به کوشش ماجد مردوخ روحانی توسط انتشارات سروش، در قالب یک آلبوم، حاوی دو نوار کاست و یک جلد کتاب  منتشر شد؛ که به سبب استقبال گسترده مردم، بارها به وسیله نشر پانیذ تجدید چاپ شد.
وی علاوه بر مجموعه شعر «شاره‌که‌م سنه» که به زبان کردی به چاپ رسیده‌است، یک مجموعه شعر به زبان فارسی را نیز منتشر کرده‌است.
او از محبوبیت بسیاری در بین مردم برخوردار بود و چندین بار در استان کردستان به عنوان چهره برتر فرهنگی انتخاب شد.
حق‌شناس در تاریخ ۱۳۹۲/۷/۲۳ به علت کهولت سن در سنندج درگذشت.